# ۲۵ سال بی‌گناهی
۲۵ سال بی‌گناهی: پروندهٔ تومکا کومِـندی (به زبان لهستانی: 25 lat niewinności. Sprawa Tomka Komendy) یک فیلم درام لهستانی است که در سال ۲۰۲۰ منتشر شد. این فیلم با موفقیت هنری و تجاری مواجه شد.

## خلاصه داستان
ماجرای فیلم دربارهٔ مرد جوانی است که به دروغ متهم به تجاوز جنسی به یک دختر پانزده ساله شده و به ۲۵ سال زندان محکوم می‌شود. پس از گذراندن ۱۸ سال از محکومیت، سرانجام پلیس و دادستان تصمیم می‌گیرند حقیقت نهان را در پشت این پرونده مرموز کشف کنند.

## گزیدهٔ بازیگران
- پیوتر ترویان
- آگاتا کولشا
- یان فریچ
- ووکاش لواندوفسکی
- ماگدالنا روژچکا
- آندژی کونوپکا
- بارتوش بیلنیا
- میخاو چرنتسکی
- سباستیان استانکیه‌ویچ
- شیمون کوشمیدر
- کامیلا اوژندوفسکا